# Nagy Dezső Bálint
Nagy Dezső Bálint (Kisújszállás, 1855. május 23. – Budapest, 1913. március 3.) jogi doktor, ügyvéd, jogi író.

## Élete
Nagy László gimnáziumi igazgató-tanár és Veres Mária fiaként született, 1855. május 26-án keresztelték. Középiskoláit Nagykőrösön, Pécsett és Pesten, a jogi tanulmányokat a budapesti egyetemen végezte, ahol: A részvénytársaságok története, jelentősége és jogi természete című munkájával pályadíjat nyert. (E munka részletei a Magyar Igazságügyben 1878-ban jelentek meg). 1879-ben közoktatási miniszteri ösztöndíjjal külföldi tanulmányútra ment. Látogatta a heidelbergi egyetemet, egy évig a párizsi jogi iskolákat és fél évig Berlinben tartózkodott; mindenütt főképen a kereskedelmi jog és polgári perrendtartás tanulmányozásával foglalkozott. Párizsban élénk részt vett az ottani tudományos életben, a magyar jogi viszonyokról több felolvasást tartott, hosszabb tanulmányt írt a Revue pour l'enseignement superieur című folyóiratba és 1881-től levelező tagja volt a párizsi Société de legislation comparéenek és állandó munkatársa e társulat évkönyvének. 1881-ben lett ügyvéd, ezt a hivatás egészen haláláig gyakorolta. Különös szeretettel foglalkozott az ügyvédi kérdéssel, melyet a jogászgyűléseken és az országos ügyvédgyűléseken tárgyalt, ahol előadóként is működött. Élénk tevékenységet fejtett ki az ügyvédi nyugdíj szervezése érdekében, amelyre nézve alapszabályokat dolgozott ki és e munkálatát 1899. július 28-án a budapesti kamara el is fogadta. Szilágyi Dezső igazságügyminiszter megbízásából szerkesztette az országos képviselőválasztási ügyekben a kúriai bíráskodásról szóló törvényjavaslatot indokolásával együtt. 1892-ben a budapesti kamara megválasztotta titkárává (ezt a tisztséget 1902-ig viselte), 1894-ben a magyar jogászegylet választmányi tagjává. Mint ügyvéd a képviselőválasztások feletti bíráskodás és a bűnügyi védelem terén fejtett ki nagyobb tevékenységet. A dunamelléki református egyház ügyésze és tanácsbírájaként dolgozott. 1906-tól 1910-ig függetlenségi párti országgyűlési képviselő és egyúttal a Függetlenségi és Negyvennyolcas Párt alelnöke volt. 1883. november 10-én Budapesten, a Kálvin téri református templomban házasságot kötött a szabadkai születésű Czorda Gizellával, Czorda Bódog és Radány Etel leányával, akitől 1908-ban elvált.
Első jogi cikke a Magyar Themisben jelent meg.

## Munkái
- A franczia ügyvédség. Bpest, 1881. (Magyar Jogászegyleti Értekezések 2.).
- A polgári peres eljárás reformja. Bpest, 1883. (Magyar Jogászegyleti Értekezések XIII.) Online
- Az ügyvédség szervezete. Bpest, 1893. (Magyar Jogászegyleti Értekezések VIII. 9.) Online
- A jogi novitiatusról. Bpest, 1894.
- Az ev. ref egyházi törvénykezés kézikönyve. Budapest.